# Roland Ratzenberger
Roland Ratzenberger (4. juli 1960 – 30. april 1994) var en østrigsk racerkører, der nåede at køre bare tre Formel 1-Grand Prix'er inden han den 30. april 1994 blev dræbt under kvalifikationen til San Marinos Grand Prix på Imola-banen. Trods Ratzenbergers død valgte de øvrige kørere at afvikle søndagens Grand Prix. Herunder oplevede feltet endnu et dødsfald, da den tidligere tredobbelte verdensmester brasilianeren Ayrton Senna kørte galt og mistede livet.